# Grandisonia sechellensis
Espèce
Synonymes
- Dermophis sechellensis Boulenger, 1911
- Dermophis flaviventer Ahl, 1926
- Grandisonia diminutiva Taylor, 1968

Statut de conservation UICN

 LC  : Préoccupation mineure
Grandisonia sechellensis est une espèce de gymnophiones de la famille des Indotyphlidae.

## Répartition
Cette espèce est endémique des Seychelles. Elle se rencontre dans les îles de Mahé, de Praslin et de Silhouette.

## Étymologie
Son nom d'espèce, composé de sechelle et du suffixe latin -ensis, « qui vit dans, qui habite », lui a été donné en référence au lieu de sa découverte.

## Publication originale
- Boulenger, 1911 : List of the batrachians and reptiles obtained by Prof. Stanley Gardiner on his second expedition to the Seychelles and Aldabra. Transactions of the Linnean Society of London, ser. 2, vol. 14, p. 375-378 (texte intégral).